# Visions du Réel
Visions du Réel é um renomado festival internacional de documentários, realizado anualmente, em abril, na cidade de Nyon, na Suíça. Estabelecido em 1969 como o Festival Internacional de Documentário de Nyon, o evento adotou seu nome atual em 1995 e é considerado um dos mais relevantes festivais de documentário no mundo.

## História
Em seu início, em plena Guerra Fria, o festival exibiu, além de filmes suíços, filmes realizados na Europa Oriental que de outra forma seriam inacessíveis. Atualmente o festival é aberto a inscrições de todo o mundo e é dirigido pelo crítico de cinema Jean Perret desde 1995.
Visions du Réel foi fundado por Moritz de Hadeln - que mais tarde também dirigiria os festivais de Locarno, de Berlim, de Veneza e o breve New Montreal FilmFest de 2005. Ele se manteve na direção de Visions du Réel até 1979 e ajudou Erika de Hadeln, quando ela assumiu a direção, no período de  1980 a 1993. Durante os primeiros anos, quando o evento ainda se chamava Festival Internacional de Documentário de Nyon, Erika negociou com as autoridades cinematográficas da Europa Oriental e da Rússia - e trabalhou com documentaristas, tais como Joris Ivens, Roman Karmen, Georges Rouquier, Basil Wright e Henri Storck. O evento serviu de modelo para os festivais de cinema que o sucederam, incluindo os de Amsterdã e de Munique.
A cada ano, o festival homenageia um convidado de honra por suas contribuições significativas no campo do documentário ou do cinema de ficção. O homenageado recebe o prestigioso Prêmio Honorário (anteriormente denominado Prix Maître du Réel). Entre os cineastas já  homenageados estão Claire Denis, Werner Herzog, Claire Simon, Peter Greenaway, Alain Cavalier, Barbet Schroeder e Richard Dindo.
Visions du Réel faz parte da Doc Alliance - uma parceria criativa de sete festivais de documentários europeus.